# 桥北街道 (天津市)
桥北街道是中华人民共和国天津市宁河区下辖的一个街道，于2020年12月30日由原芦台镇拆分成立，辖区为原芦台镇蓟运河以北部分。

## 行政区划
桥北街道下辖以下村级行政区划单位：
金桥小区社区、运河家园社区、恒大御景半岛社区、宁新花园社区、滨江社区、王前村、王北村、大艇村、小王御史村、皇姑庄村、稻地村、小薄村、西么村、靳家壑村、大薄前村、大薄后村、北湖村、张前村、张北村、张西村、张二村、大尹村、小尹村、南湖村、董庄子村、东升村。